# Madison (Florida)
Madison es una ciudad ubicada en el condado de Madison en el estado estadounidense de Florida. En el Censo de 2010 tenía una población de 2.843 habitantes y una densidad poblacional de 424,15 personas por km².

## Geografía
Madison se encuentra ubicada en las coordenadas 30°28′5″N 83°24′56″O / 30.46806, -83.41556. Según la Oficina del Censo de los Estados Unidos, Madison tiene una superficie total de 6.7 km², de la cual 6.57 km² corresponden a tierra firme y (1.97%) 0.13 km² es agua.

## Demografía
Según el censo de 2010, había 2.843 personas residiendo en Madison. La densidad de población era de 424,15 hab./km². De los 2.843 habitantes, Madison estaba compuesto por el 30.85% blancos, el 65.95% eran afroamericanos, el 0.49% eran amerindios, el 0.67% eran asiáticos, el 0% eran isleños del Pacífico, el 0.28% eran de otras razas y el 1.76% pertenecían a dos o más razas. Del total de la población el 1.37% eran hispanos o latinos de cualquier raza.